# Largo do Café
O Largo do Café é um logradouro histórico localizado no centro da cidade de São Paulo, na região Sé (distrito de São Paulo). É delimitado pelas ruas São Bento, Álvares Penteado e a rua do Comércio.

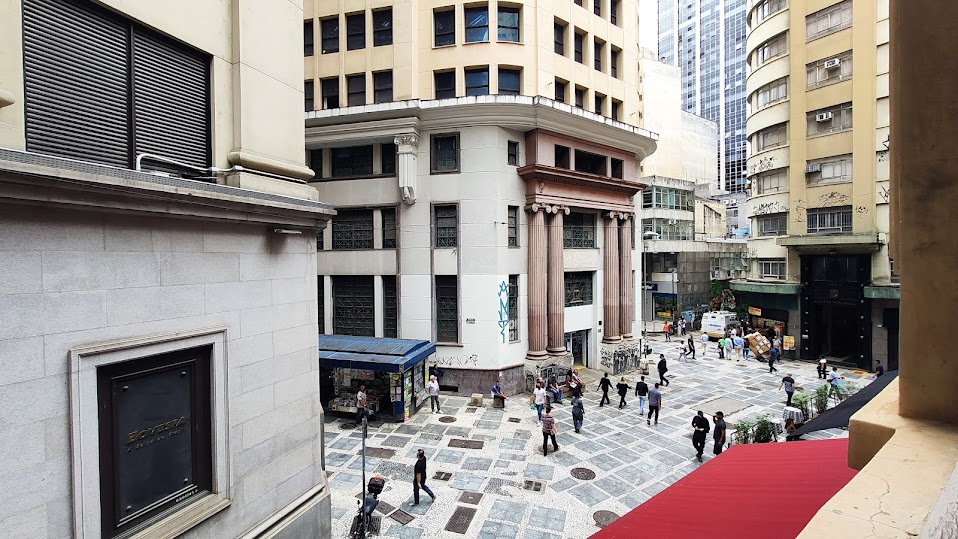
Largo do Café em 2022

Rodeado por edifícios históricos. Tem esse nome, porque na época dos barões do café o Largo era o ponto de encontro para compra e venda de café. Havia a Bolsa do Café, mais tarde incorporada pela Bolsa Mercantil e de Futuros, sendo o café um produto agrícola a que mais devem São Paulo e o Brasil, sob o ponto de vista econômico.